# Национальные силы обороны
Национальные силы обороны (НСО) (араб. قوة الدفاع الوطني‎, Quwāt ad-Difāʿ al-Watanī) — добровольческие военизированные формирования, созданные сирийским правительством во время гражданской войны в Сирии при содействии Ирана, по образцу иранского ополчения «Басидж» и проиранской шиитской бригады «Лива аль-Бакир».
Основной целью сирийских властей, инициатива которых была широко поддержана на местах, было создание эффективных и высоко мотивированных формирований ополченцев. НСО действуют против вооружённой оппозиции самостоятельно и во взаимодействии с сирийской армией, которая обеспечивает им материально-техническую и артиллерийскую поддержку. В состав НСО входят армянские отряды ополчения, алавитские и шиитские ополченческие организации, арабские христианские милиции, друзские народные милиции, отряды ополчения лагеря палестинских беженцев «Ярмук», ассиро-арамейские ополченцы, ополчения ряда бедуинских племён Сирийской пустыни и ряд организаций сирийских курдов. По оценкам некоторых аналитиков, создание ополчения укрепило военное положение сирийского правительства.
По данным на февраль 2016 года численность различных военизированных организаций в Сирии составляла около 150 тыс.

## Формирование
К началу 2013 года президент Сирии Башар Асад предпринял меры по организационному оформлению и объединению сотен отрядов местного ополчения в Национальные силы обороны.
Заявленная цель состояла в том, чтобы сформировать эффективную на местном уровне и высоко мотивированную вооружённую силу. НСО, в отличие от Шабиха, финансируются и оснащаются правительством.
Многие из новобранцев вступают в НСО из чувства мести за членов своих семей, убитых боевиками, или для противодействия исламистским террористам, которые жестоко преследуют немусульман и вообще всех, кто не желает жить по законам шариата. В состав ополчения входит практически всё мужское население алавитских селений.
В отличие от сирийской армии, бойцам ополчения разрешается собирать и оставлять себе трофеи с полей боевых действий.

## Роль
Ополчение действует в роли пехоты. Оно ведёт борьбу с повстанцами непосредственно на земле и координирует свои действия с армией, которая обеспечивает им материально-техническую и артиллерийскую поддержку.
НСО позиционируется как светская сила. По этой причине, многие из их членов являются сирийскими меньшинствами (алавиты, христиане, друзы и армяне). Издания Washington Post и Wall Street Journal считают, что создание ополчения прошло успешно, так как оно играет решающую роль в улучшении военного положения правительственных войск в Сирии с лета 2012 года, когда многие аналитики прогнозировали падение Асада и его правительства.
Единицы в основном являются локальными, хотя члены могут также выбрать места дислокации для принятия участия в войсковых операциях.

### Женский отдел
Ополчение имеет женское крыло под названием «Львицы национальной обороны», состоящее из 500 женщин, которые работают на контрольно-пропускных пунктах. В основном они развёрнуты в районах Хомса.
Женщины обучены использованию автоматов Калашникова, крупнокалиберных пулемётов и гранат.

## Структура
Подразделения НСО были созданы в Дамаске, Алеппо, Хомсе, Хаме, Сувейде, Латакии, Тартусе, Хасеке и Ракке.
К числу подразделений НСО относятся:
- Арабская националистическая гвардия, добровольческая военизированная сирийская организация, созданная в апреле 2013 года и действующая в провинции Дамаск[11];
- Бригады БААС (Kataeb Al-Baath), вооружённые формирования сирийской партии Баас[12];
- «Орлы урагана[англ.]» («Нусур аз-заубаа»), вооружённые формирования членов Сирийской социальной националистической партии (ССНП), в основном сирийских христиан[12][13][14][15];
- «Силы Ярости» («Куват аль-Гадаб»), другое название «Солдаты Христа» («Джунуд аль-Масих»), созданное в марте 2013 года вооружённое подразделение из сирийских христиан, проживающих в провинции Хама[16];
- «Стражи рассвета[англ.]» («Хуррас аль-Фаджр»), созданная в сентябре 2015 года коалиция разных ополчений сирийских христиан[17][18];
- батальон «аль-Джабалави», вооружённое подразделение из местных жителей провинции Хомс[19];
- полк «Леопарды Хомса» («Фухуд Хомс»), вооружённое подразделение из местных жителей провинции Хомс[20][21];
- «Соколы Евфрата» («Сукур аль-Фурат»), вооружённое подразделение, созданное в 2017 году из представителей племени Шайтат, проживающих в провинциях Хомс и Дейр-эз-Зор[22];
- Иерусалимская бригада, вооружённое формирование выходцев из лагеря палестинских беженцев Найраб в провинции Алеппо[12][23];
- Бригада «Щит побережья» («Лива дир ас-Сахель»), сформированное в мае 2015 года вооружённое подразделение из местных жителей провинции Латакия[23][24];
- «Хранители Сирии — Львы Хусейна[англ.]» («Куват Хумат Сурия — Асад аль-Хусейн»), сформированное в июле 2015 года вооружённое подразделение из местных жителей провинции Латакия[25];
- Силы «Щит военной безопасности»[англ.] («Куват Дир аль-Амн аль-Аскари»), созданное в январе 2016 года вооружённое подразделение из местных жителей провинции Латакия[26];
- Бригада «Соколы Кунейтра» («Лива Сукур аль-Кунейтра»), вооружённое подразделение состоит из друзов и суннитов, коренных жителей провинции Кунейтра[15][23];
- «Армия сторонников единобожия[англ.]» («Джейш аль-муваххидин»), вооружённое подразделение друзов в провинции Сувейда, созданное в 2013 году[27][28];
- «Щит Родины» («Дир аль-ватан»), вооружённое подразделение друзов в провинции Сувейда, созданное в апреле 2015 года[23][29];
- «Горные Львицы» («Labawat al-Jabal»), сформированное в июле 2015 года вооружённое подразделение, состоящее из женщин друзской общины в провинции Сувейда[30];
- Сооторо (Силы обороны Гозарто), отряды регионального ополчения, базирующиеся в Эль-Камышлы (мухафаза Хасеке) и состоящие преимущественно из местных ассирийских христиан, жителей арамейских сообществ Сирии и представителей армянской общины[12][31].

## Обучение
Обучение проходит от 2 недель до месяца, в зависимости от выбранной специализации (пехотинец, снайпер и т. д.)